# Polaris Dawn
Polaris Dawn var uppdragsbeteckningen för en privat finansierad bemannad rymdfärd med en Dragon 2-rymdfarkost från SpaceX. Besättning består av helt civila personer. Farkosten sköts upp med en Falcon 9-raket från Kennedy Space Center LC-39A den 10 september 2024. Några minuter efter uppskjutningen, landade raketens första steg, på en pråm ute på Atlanten.
Flygningen pågick i knappt fem dygn. Några av målen med flygningen var att nå en högre omloppsbana runt jorden än Gemini 11, studera Van Allen-bältenas påverkan på besättningen och att genomföra en rymdpromenad.
Farkosten landade i Atlanten den 15 september 2024

## Besättning
| Befälhavare        | Jared Isaacman Hans andra rymdfärd  |
| Pilot              | Scott Poteet Hans första rymdfärd   |
| Uppdragsspecialist | Sarah Gillis Hennes första rymdfärd |
| Uppdragsspecialist | Anna Menon Hennes första rymdfärd   |